# Cryphia püngeleri
Cryphia püngeleri là một loài bướm đêm trong họ Noctuidae.